# Stadio Ciudad de Vicente López
Lo stadio Ciudad de Vicente Lopez è un impianto sportivo di Florida, località del partido di Vicente López, nella provincia di Buenos Aires. Fu costruito ed  inaugurato il 22 luglio 1979 ed è lo stadio in cui l'Atlético Platense disputa le proprie partite casalinghe. Esso è inoltre adibito al solo calcio, in quanto non è presente una pista di atletica.